# Православные старостильные церкви Греции
Правосла́вные старости́льные це́ркви Гре́ции — группа не имеющих постоянного общения с мировым Православием юрисдикций, не признавших введение в марте 1924 года «исправленного» (новоюлианского) календаря в богослужебную практику и придерживающихся юлианских («старого») календаря и пасхалии. Приверженцы осуждают переход большинства из 15 поместных Православных церквей на «новоюлианский календарь»; также осуждают экуменизм, рассматривая его как ересь. Существуют параллельно структурам признанной государством Церкви Греции, от которой изначально откололись. Греческие старостильники (греч. παλαιοημερολογίτες) свои церковные структуры (юрисдикции) обычно именуют как истинно-православные (греч.  Γνήσιοι Ορθόδοξοι Χριστιανοί (Γ.Ο.Χ.)).
По оценке исследователя Александра Слесарева, количество греческих старостильников доходит до 800 тысяч человек. Как отмечал Афанасий Зоитакис, «Элладская Церковь не предпринимает серьёзных попыток по уврачеванию раскола. Это обусловлено тем, что сближение с радикальными раскольниками едва ли возможно (ведь они отвергают благодатность таинств всех Поместных Церквей). Может ли состояться возвращение умеренных старостильников в лоно Церкви — вопрос дискуссионный».

## История возникновения
Появление старостильных церковных объединений в Греции было связано с расколом православной Церкви Эллады, произошедшем вследствие неприятия частью духовенства и мирян введения в Греции и в Церкви Эллады новоюлианского календаря — в соответствии с решениями Всеправославного совещания в Константинополе в 1923 году. 10 марта (ст. ст.) 1924 года Архиепископ Афинский Хризостом I (Пападопулос) ввёл в Церкви Греции новоюлианский календарь, очень близкий к григорианскому календарю. По мнению части приверженцев старостильных церквей иерархия Церкви Греции, подчинившаяся этому распоряжению, отпала от Православия в схизму. По мнению других, принявшие новый новоюлианский календарь «лишь» попрали церковные каноны. Хризостом Пападопулос был сподвижником Вселенского патриарха Мелетия Метаксакиса.
В первое воскресенье после нововведения многие священники и миряне Греции, не принявшие новшество, собрались и создали представительство Церкви истинно-православных христиан — «Ассоциацию православных», которая в 1926 году была реорганизована под именем «Греческого религиозного общества ИПХ». Движение приобрело много сторонников после знамения Креста на небе, освятившего храм, праздновавший Крестовоздвижение по юлианскому календарю. Сохранились фотографии, на которых благодаря свету от гигантского Креста в небе видно толпы народа и полицию, приехавшую до того разогнать церковное собрание.
13 мая 1935 года из епископата Элладской православной церкви к старокалендарному движению присоединились три митрополита: Димитриадский Герман (Мавромматис), бывший Флоринский Хризостом (Кавуридис) и Закинфский Хризостом (Димитриу), а 11 июня 1935 года все три старостильных архиерея были арестованы. Новостильный предстоятель государственной Элладской православной церкви Хризостом I (Пападопулос) начал против арестованных архиереев судебный процесс.
В 1937 году в ИПЦ произошёл раскол на две ветви: флоринитскую и матфеевскую. Первые воздерживались от категорических суждений о «благодатности»/«безблагодатности» новокалендаристов. Вторые сочли действия «новостильных» иерархов достаточным для отпадения от Православия и не признания всех Таинств Элладской Православной Церкви. Несмотря на ведение переговоров с 1970-х годов эти различия привели к появлению своего священства в матфеевской ветви.

## Флоринитские церкви
Основатель ветви — бывший митрополит Флоринский Хризостом (Кавуридис). Ветвь разделена из нескольких Синодов, образовавшихся в разное время.

### Церковь истинно-православных христиан Греции (Синод Хризостома)

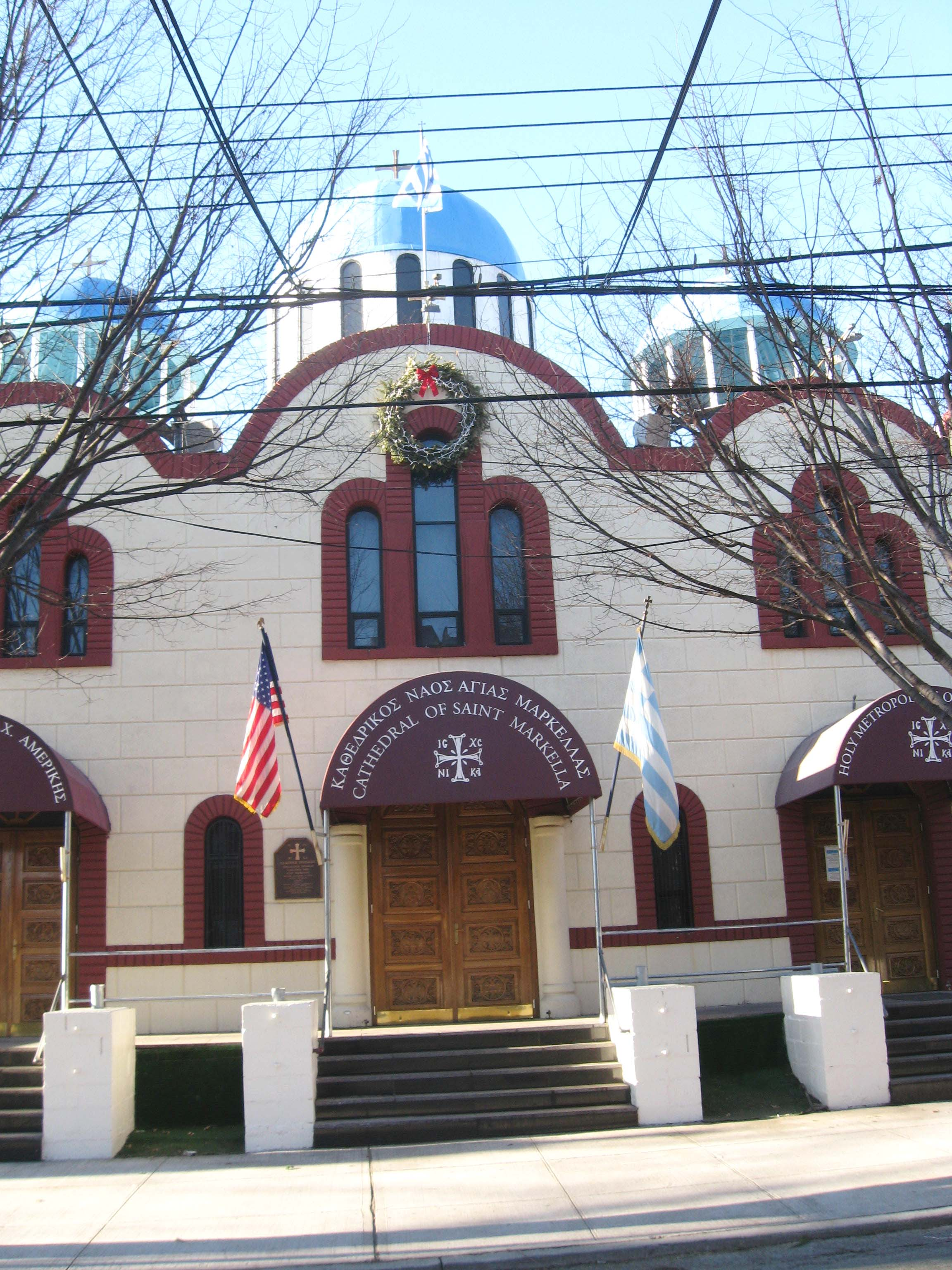
Собор Св. Маркеллы в Куинс (США)

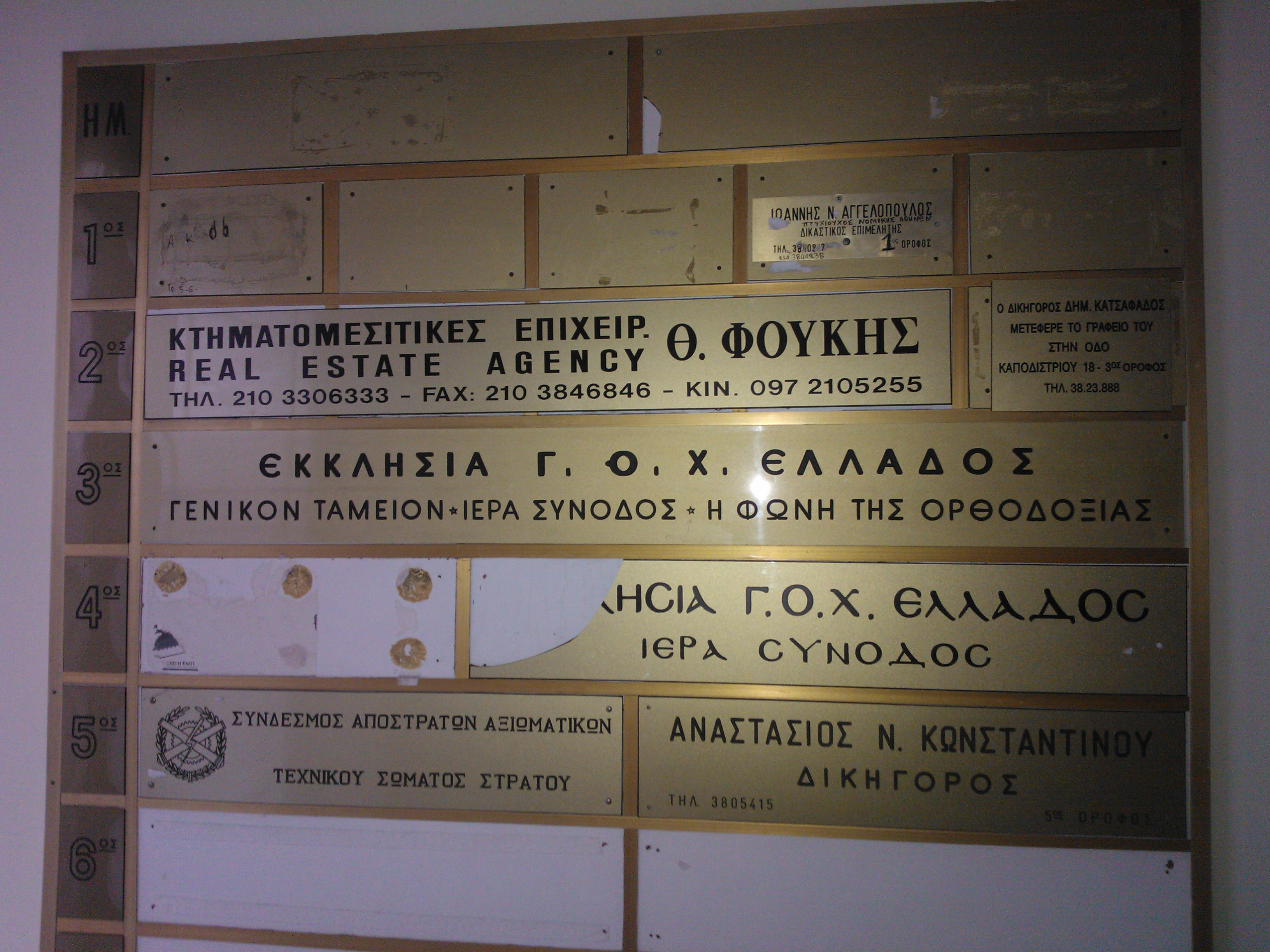

Синод Хризостома (греч. Ἐκκλησία Γνησίων Ὀρθοδόξων Χριστιανῶν) — одна из самых многочисленных православных старостильных церквей Греции, объединяющая 15 епископов, 150 священников, 222 прихода и около 60 монастырей и скитов, включая крупный афонский монастырь Эсфигмен, который издаёт свой собственный журнал «Святой Агафангел Эсфигменский» («Άγιος Αγαθάγγελος ο Εσφιγμενίτης»).
Синодальная резиденция, а также редакция официального печатного органа — журнала «Φωνή της Ορθοδοξίας» («Голос Православия»), находится в одном из жилых домов Афин (ул. Канингос, 22) в районе Омония.
С 2011 года на территории США начал действовать Православный богословский институт Трех Святителей с очно-заочной формой обучения.
В 1995 году от Синода Хризостома отделился митрополит Фессалоникийский Евфимий (Орфанос).
5 (18) марта 2014 года произошло подписание соглашения об объединении структур ИПЦ Греции с Синодом противостоящих, что было зафиксировано сослужением всех членов Синода за общей литургией 10/23 марта в Никольском монастыре в Пайания (Афины).
Первоиерархи церкви:
1. Хризостом I (Кавуридис) (1935—1955), митрополит Флоринский
2. Акакий (Паппас) (1960—1963), архиепископ
3. Авксентий (Пастрас) (1964—1985), архиепископ
4. Геронтий (Мариолис) (1985—1986) митрополит Пирейский — местоблюститель
5. Хризостом II (Киусис) (январь 1986 — 19 сентября 2010)
6. Максим (Цицимбакос) (19 сентября — 5 октября 2010) — местоблюститель
7. Каллиник (Сарандопулос) (с 5 октября 2010)

### Церковь истинно-православных христиан Греции (Синод Авксентия)
Синод Авксентия отделился от Флоринитского синода 22 октября 1985 года в связи с отлучением епископа Авксентия (Пастраса). Сам Авксентий был рукоположён 20 мая 1962 года епископами Акакием и Леонтием (Филипповичем) (РПЦЗ). В 1986 году из юрисдикции РПЦЗ к архиепископу Авксентию перешло 30 приходов и монастырей в США и Франции, при чём в США на основе Преображенского мужского и ряда других монастырей образовался так называемый «Бостонский синод» — автономное подразделение данной религиозной структуры.
Первоиерарх Церкви носит титул Архиепископа Афин и всей Греции, с местопребыванием в Афинах. Главы Церкви:
1. Авксентий (Пастрас) (22 октября 1985 — 4 ноября 1994)
2. Максим (Валлианатос) (1994—2002)
3. Авксентий (Маринес) (с 6 декабря 2002)
4. Иаков (Яннакис) (с 6 декабря 2012 года)

### «Бостонский» синод
С 1998 года Бостонский синод существует фактически как самостоятельная «Истинно-Православная Церковь Америки», хотя до 2008 года первоиерарх HOCNA митрополит Макарий Торонтский сохранял титул местоблюстителя Афинского престола, принятый им в 1998 году после того, как в «авксентьевском» синоде не осталось ни одного епископа на территории Греции (вследствие распада этого Синода после кончины Архиепископа Авксентия в 1994 году). От этого титула первоиерарх HOCNA отказался после начала переговоров о каноническом общении с греками-старостильниками «хризостомовского» Синода.
Предстоятели
1. Ефрем (Спанос), митрополит Бостонский (†2019)
2. Григорий (Бабунашвили), митрополит Бостонский (с 13 августа 2015)

Епископат
- Григорий (Бабунашвили), митрополит Бостонский (с 29 апреля 2012)
- Игнатий (Пономарчук), митрополит Сиэтлийский (с 13 декабря 2015)
- Хризостом (Ларриа), епископ Ланхэмский (с 31 января 2016)
- Павел (Гатуру) епископ Найробский (Кения) (с 2 октября 2016)
- Спиридон (Самохвалов), епископ Санкт-Петербургский (с 28 февраля 2021)
- Иоанн (Затонский), викарный епископ Вудсайдский (с 1 октября 2023)

### Церковь истинно-православных христиан Греции (Синод Каллиника или Ламийский Синод)
Синод Каллиника (или Ламийский Синод) был образован в 1995 году митрополитами Фтиотидским Каллиником (Ханиотисом) и Солунским Евфимием (Орфаносом), отделившимися от «Хризостомовского Синода» — крупнейшего объединения греков-старостильников. Непосредственным поводом для разделения стали обвинения со стороны «Хризостомовского Синода» в адрес митрополита Солунского Евфимия в содомии. Обвинения, неприемлемые канонически и отвергнутые полицией, были переданы хризостомовцами в прессу с целью дискредитации митр. Евфимия, независимо от каких-либо расследований. Но началось разделение раньше, когда группа епископов создала параллельный «синод» по другому адресу, где они и собирались для принятия своих решений отдельно от прочих членов Синода; выдвинутые ими же обвинения против митрополита Евфимия завершили разделение.
К отделившимся иерархам присоединились ещё четыре «хризостомовских» архиерея, двое из которых (митрополит Асторийский Паисий (Лулургас) (США) и епископ Викентий (Маламатениос), местоблюститель Пирейский) в 1997 году перешли в Константинопольский патриархат, а ещё двое (митрополиты Хиосский Стефан и Эввийский Иустин (Колотурос)) в 1998 году вернулись к «хризостомовцам».
Первоиерарх Церкви носит звание Архиепископа Афин и всей Греции, с местопребыванием в Афинах.
Главы Церкви:
- Каллиник (Ханиотис) Фтиотидский, затем Ламийский (18 июля 1995 — 7 февраля 2004);
- Макарий (Кавакидис) (с 2004 года)

#### Члены Синода
- Архиепископ Афинский и всей Греции Макарий (Кавакидис)
- митрополит Солунский Евфимий (Орфанос)
- митрополит Коринфский Панкратий (Ксулогис)
- митрополит Фтиотидский и Фавмакский Геронтий (Кукулис)
- митрополит Галльский Филарет (Мотт)
- митрополит Сиднейский Виссарион
- епископ Петрский Давид (Макариу-Калфоглу)
- епископ Рогонский Дорофей (Линкос)
- епископ Христупольский Иаков (Гиурас)
- епископ Андрусский Каллистрат (Бергианнис)
- епископ Перистерийский Макарий (Пунарцоглу)
- епископ Кикладский Савва (Мастрояннидис)
- епископ Кесарийский Тимофей (Симеонидис)
- епископ Лампусийский Хризостом (Аргиридис)
- Архимандрит Дионисий, викарий

бывшие епископы
- епископ Олимпийский Нектарий (Яшунский)[5], синодальный представитель в России; в 2017 году сложил с себя сан.
- митрополит Гардикийский Афанасий (Бафиадис), племянник митрополита Фавмакского Каллиника; в 2011 году оставил свой монастырь, сложил с себя сан и женился.
- митрополит Месогейский и Островов Христофор (Ангелопулос), бывший Секретарь Синода, 28 октября 2013 года прервал общение с Синодом, протестуя против установления этим Синодом евхаристического общения со Святой православной церковью в Северной Америке (HOCNA, известна также как «Бостонский» Синод)[6] (находится на акефальном положении независимого епископа).
- епископ Филиппийский Амвросий (Никифоридис) в 2014 году перешёл в юрисдикцию «хризостомовцев».

### Священный митрополичий синод отеческого календаря Церкви ИПХ Греции
Синод отеческого календаря(de) (греч. Ἡ Ἱερά Μητροπολιτική Σύνοδος Πατρώου Ἑορτολογίου τῆς Ἐκκλησίας ΓΟΧ Ἑλλάδος) образован в 2007 году отделением от калиникитского Синода ИПЦ Греции митрополита Авлоно-Виотийского Ангела (Анастасиу). В декабре 2007 года митрополит Ангел вступил в общение с членами «Миланского синода», возглавляемого митрополитом Евлогием (Хесслером), а 18 мая 2008 года с участием иерархов Миланского синода был рукоположён в сан епископа Мартирупольского Порфирий (Александру).
Члены Синода
- Херувим, митрополит Авлонский и Виотийский (б. епископ Пентапольский), председатель Синода (с 2021)
- Гавриил, епископ Памфлийский, викарий Авлонской митрополии
- Кирилл (Безерра), архиепископ Сеара и Северной Бразилии (de Ceará y Nordeste Brasil)
- Хризостом (Gonzalo Xavier Celi Almeida), митрополит Еквадора и Латинской Америки (de Ecuador y Toda Latinoamerica)
- Христофор (Цамалаидзе), митрополит Мцхетско-Тбилисский и Картлинский
- Агафангел, архимандрит
- Амфилохий, архимандрит

бывшие епископы
- Ангел (Анастасиу), б. митрополит Авлонский и Виотийский, скончался в 2021 году.
- Иоатам (Зедгинидзе), б. митрополит Зугдидский и Абхазский (ранее Абхазский и Скондид-Цаишский), скончался 28 сентября 2017 года.
- Порфирий (Александру), б. епископ Мартирупольский, викарий Авлонской и Виотийской митрополии, скончался в 2021 году.

Митрополия включала (на 2008 год) около 20 приходов, четыре женских и один мужской монастырь, в которых проживали 123 монашествующих. Летом 2010 года вступила в евхаристическое общение с неканонической «Болгарской православной церковью» юрисдикции митрополита Неврокопского Гервасия (Патырова), а с 2011 года — с российской неканонической Истинно-православной церковью Рафаила (Прокопьева) и с Автономной православной митрополией Северной и Южной Америки и Британских остров.

### Греческая православная церковь — Святейший Синод противостоящих

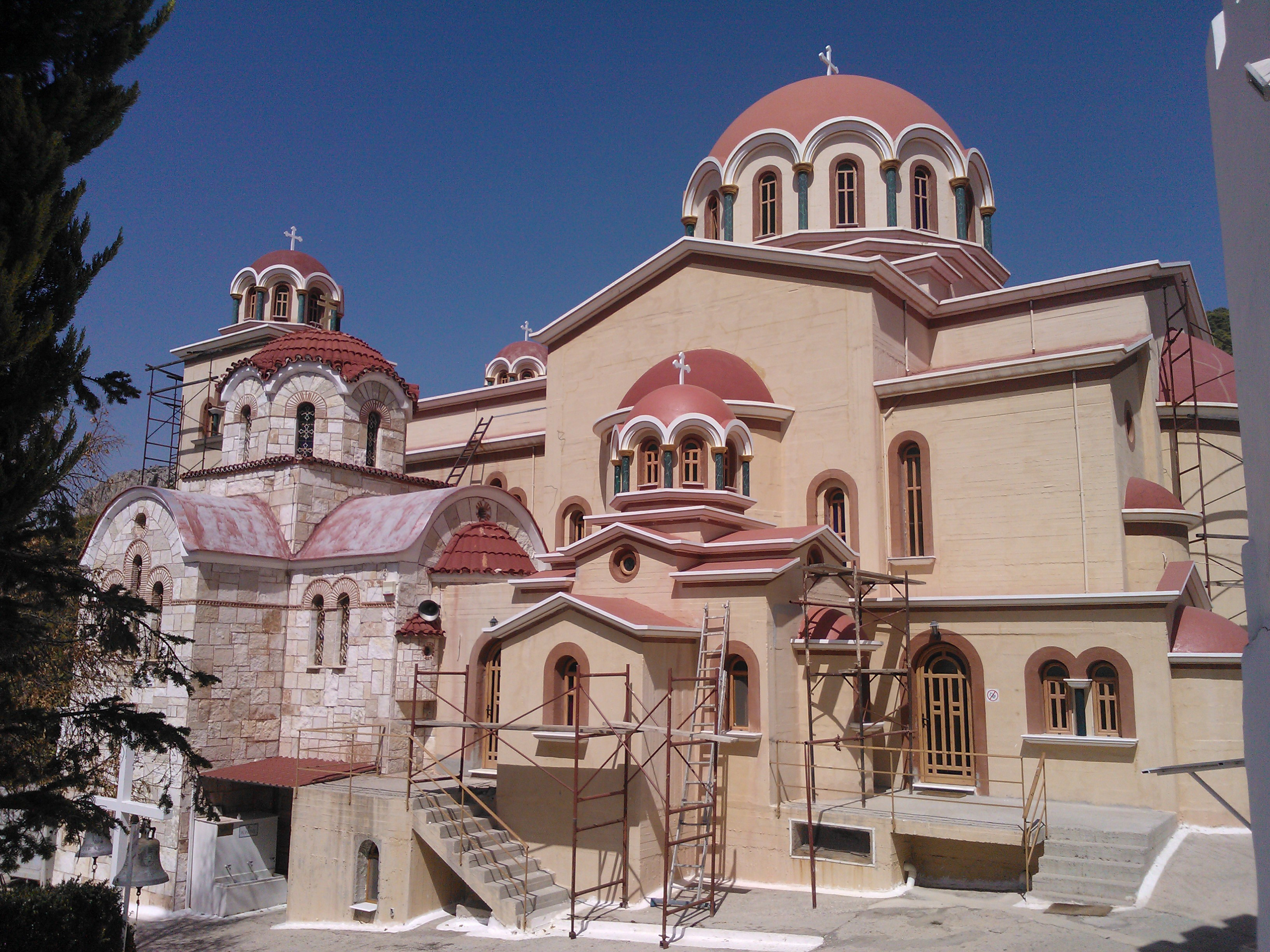
Монастырь свв. Киприана и Иустины в Фили, Аттика — духовный центр Синода Противостоящих

Греческая православная церковь — Святейший Синод противостоящих. Была известна достаточно либеральной для старостильных церквей экклезиологией; приверженцы нового стиля принимались через покаяние, признавались все Таинства, совершённые в новостильных церквях, но участвовали в них члены этой юрисдикции лишь в исключительных случаях.
Первоиерархи
- Киприан I (Куцумбас) (1985—2013)
- Киприан II (Йюлис) (17 октября 2013 — 18 марта 2014)

На основе взаимности признавалась Болгарской старостильной церковью, Румынской старостильной православной церковью и синодом Агафангела (Пашковского).
С 2008 года велись предварительные консультации об объединительном процессе с самым крупным объединением греков-старостильников — «хризостомовским» Синодом. В конце ноября 2012 года обе структуры завершили подготовительные процедуры для начала переговоров об объединении, что было отражено в совместном коммюнике, а 18 марта 2014 года было заключено соглашение об объединении двух церковных структур.

## Матфеевские церкви
Основатель направления — епископ Матфей Вресфенский. Придерживаются более обособленческих позиций, чем флоринитская ветвь, сразу же отказавшись признавать Таинства Поместных церквей, перешедших на новоюлианский календарь.
Первоиерархи
- Матфей (Карпафакис) (1949—†27 мая 1950)
- Димитрий (Псарофеодоропулос) (1950—1958), местоблюститель
- Агафангел (Елевфериу) (1958—1967)
- Андрей (Анестис) (1967—2003)[9]

После ухода на покой архиепископа Андрея в 2003 году среди "матфеевцев" произошел раскол.

### Церковь истинно-православных христиан Греции (Синод Стефана)
Первоиерарх церкви носит титул Архиепископ Афинский и всей Греции, с местопребыванием в Афинах. Издаётся журнал «Κήρυξ Γνησίων Ορθοδόξων» («Вестник истинно-православных христиан») и «Πολύτιμος Θησαυρός Μετανοίας» («Драгоценное сокровище Покаяние»).
В конце 2015 года, в ходе визита на Кипр митрополита Оропосского и Филийского Киприана (Гиулеса), было положено начало переговорному процессу с одним из флоринитских синодов, возглавляемом архиепископом Каллиником (Сарандопулосом).
Первоиерархи
- Николай (Месиакарис) (12 июня 2003 — † 20 октября 2013)
- Стефан (Цакироглу) (с 23 ноября 2013)

Миссии в Бельгии, в Болгарии, в Канаде, во Франции, в Грузии, в России, на Украине, в США, в Камеруне и Конго.
Состав Синода:
- Архиепископ Афинский и всея Греции Стефан (Цакироглу)
- Митрополит Перистерийский Галактион
- Митрополит Верейский и Наусский Тарасий (Карангунис)
- Митрополит Фивский и Левадийский Андрей (Сирос)
- Митрополит Филиппский Хризостом
- Митрополит Пирейский и островов Пантелеимон (Дескас) (в 2015 перешёл в Ламийский синод)[12]
- Митрополит Ларисский и Тирнавский Игнатий под запретом

Секретарь Синода
- Митрополит Фтиотидский Пантелеимон (Цалагас)

В общении с Синодом Церкви ИПХ Греции находится Автокефальная церковь ИПХ отеческого предания Кипра.
Иерархи Церкви ИПХ Кипра
- Архиепископ Новой Юстинианы Епифаний IV
- Митрополит Китийский Севастиан (Ставру)[вд]
- Епископ Амафунтский Лазарь (Афанасов)[вд]

бывшие епископы
- Митрополит Нью-Йоркский Антоний (Гавалас) (ответственный за миссию въ России) скончался 21 марта 2016 года.

### Истинно-православная церковь Греции (Синод Пахомия)
Первоиерарх Церкви - архиепископ Афинский Пахомий (Аргиропулос) .
Часть "матфеевцев", возглавляемая митрополитами  Ларисским и Тирнавским Панаретом и Месогейским и Лавреотикийским Кириком, не признала каноничность отставки в 2003 г. архиепископа Андрея и выборов нового архиепископа. Митрополит Панарет скончался в 2004 г., а митрополит Кирик отложился в 2005 году от Синода митрополита Николая (Месиакариса) и возглавил эту часть ИПЦ Греции.
В 2008 году совместно с епископами Истинно-Православной Церкви Румынии митрополитами Бакаусским Кассианом (Тимофте) и Вранчским Геронтием (Унгуряну), им были совершены хиротонии новых епископов:
- для Истинно-православной церкви Кении — митрополита Найроби и всея Кении Матфея (Муроки);
- для Истинно-православной церкви России — митрополита Киевского Серафима (Бонь)[15];
- для Автокефальной Истинно-православной церкви Кипра — митрополита Китийского и экзарха всего Кипра Парфения (Комэнеску);

Митрополиты Кассиан и Геронтий имеют переемственность исключительно от Виктора (Леу) — новостильного румынского священника, рукоположённого в епископы после Второй мировой войны в Австрии. Рукоположение совершали епископы РПЦЗ, но не имеется никаких документов даже в архивах РПЦЗ.
Иерархи упомянутых Церквей образовали Собор Истинно-православных церквей под председательством митрополита Месогейского и Лавреотикийского Кирика (Кондоянниса).
25 ноября (8) декабря 2011 года совершена хиротония Амфилохия (Тампураса) (греч. Αμφιλόχιος Ταμπουράς) в сан епископа Ларисского и Тирнавского.
27 января 2019 г. к Синоду, возглавлявшемуся тогда архиепископом Кириком, присоединились отошедшие от Синода архиепископа Стефана митрополиты Арголидский Пахомий и Патрский Евстафий (Турлис). Митрополит Пахомий был выбран новым предстоятелем Синода .